# Prapok
Prápòk (prápók) ali velíki pòk (véliki ~) (angleško big bang) je v fizikalni kozmologiji znanstvena teorija nastanka Vesolja, ki naj bi nastalo z velikansko eksplozijo prostora in snovi v nekem končnem času v preteklosti. Osrednja zamisel je, da opazovani rdeči premik galaksij (Hubblov zakon) kaže na to, da se galaksije oddaljujejo druga od druge, kar pomeni, da so bile v preteklosti bolj skupaj. V mejnem primeru to vodi do tega, da so bili vsi sestavni deli Vesolja v stanju, kjer sta bili gostota in temperatura izredno veliki ali pa celo v stanju gravitacijske singularnosti, to je v neskončno zbitem stanju. Od tedaj se je prostor širil v času in s seboj nosil galaksije.
Ime prapok si naj bi porogljivo izmislil angleški astronom, astrofizik, kozmolog, matematik, pisatelj in popularizator znanosti Fred Hoyle (1905–2001). Drugi pripisujejo ime belgijskemu teologu, astronomu in matematiku Georgesu Lemaîtru (1894–1966). Lemaître je pri tem rabil izraz prvobitni atom, saj je razmišljal, da je Vesolje nastalo iz neke vrste praatoma in menil, da bi se ta razpad lahko odkril v kozmičnih žarkih.
Izraz »prapok« se uporablja tako v ožjem smislu za opis dogodka v času, ko se je začelo opazljivo širjenje Vesolja po Hubblovem zakonu, nekako pred 13,7 milijardami let (13,7 · 109 let), in v širšem smislu za prevladujočo kozmološko paradigmo, ki opisuje izvor in razvoj Vesolja.
Ena od posledic prapoka je, da se pogoji sedanjega Vesolja razlikujejo od pogojev v preteklosti ali v prihodnosti. Iz tega modela sta lahko Gamow in Alpher leta 1948 napovedala kozmično mikrovalovno prasevanje ozadja. Prasevanje so odkrili v 1960-ih letih in je potrjevalo teorijo prapoka v nasprotju z njeno tekmico, teorijo mirujočega stanja iz leta 1948.

## Zgodovina
Teorijo prapoka so razvili na podlagi opazovanj in teorijskih premislekov. V 1910-ih letih sta ameriški astronom Vesto Slipher in kasneje nemški astronom Carl Wirtz, ki je delal na Observatoriju v francoskem Strasbourgu, ugotovila, da se večina spiralnih galaksij oddaljuje od Zemlje, nista pa se zavedala kozmoloških posledic in tudi ne, da so bile domnevne meglice v bistvu galaksije zunaj naše Galaksije.
Leta 1916 je Einstein objavil splošno teorijo relativnosti, ki na podlagi osnovnih predpostavk v kozmologiji ni dovoljevala statičnih kozmoloških rešitev. Njegova teorija je opisala Vesolje z metričnim tenzorjem, ki je lahko vodil do razširjanja ali do krčenja. To lastnost je imel Einstein za napačno in zaradi tega je enačbam gravitacijskega polja samovoljno dodal kozmološko konstanto Λ. Prvi, ki je resno uporabil splošno teorijo relativnosti brez uravnoteženja kozmološke konstante, je bil ruski matematik, fizik in kozmolog Aleksander Fridman. Njegove enačbe iz leta 1922 in 1924 opisujejo Fridman-Lemaître-Robertson-Walkerjevo metriko.
Leta 1927 je Lemaître neodvisno določil enačbe te metrike in na podlagi oddaljevanja spiralnih meglic predlagal, da se je Vesolje začelo z »eksplozijo« »prvobitnega atoma«, kar so kasneje poimenovali prapok.
Leta 1929 je ameriški astronom Edwin Hubble priskrbel opazovalno osnovo za Lemaîtreovo teorijo. Že leta 1922 je dokazal, da so bile spiralne meglice galaksije. Z opazovanjem kefeidnih spremenljivk je izmeril njihove razdalje in uvidel, da se oddaljujejo v vseh smereh s hitrostmi (relativno glede na Zemljo), ki so neposredno sorazmerne z njihovimi razdaljami. Ta zakonitost je znana kot Hubblov zakon.
Po kozmološkem načelu je Hubblov zakon pokazal, da se je Vesolje širilo. To je lahko pomenilo dve nasprotni možnosti. Ena je bila Lemaîtreova teorija prapoka, ki jo je naprej razvil Gamow. Druga možnost pa je bila teorija mirujočega stanja, kjer bi snov nastajala med oddaljevanjem galaksij. V tem modelu je Vesolje v grobem enako v vsakem trenutku. V bistvu je Hoyle sam skoval ime za Lemaîtreovo teorijo med radijsko oddajo Narava stvari (The Nature of Things) na BBC leta 1949 in jo posmehljivo imenoval »ta zamisel prapoka«. Besedilo oddaje so objavili leto kasneje 1950.
Več let so različno gledali na obe teoriji. Opazovanja pa so začela podpirati zamisel, da se je vesolje razvilo iz vročega gostega stanja. Od odkritja kozmičnega mikrovalovnega prasevanja ozadja leta 1965 je teorija prapoka postala najboljša teorija izvora in razvoja Vesolja.
Pred poznimi 60. leti 20. stoletja je veliko kozmologov menilo, da lahko neskončno gosto in fizikalno paradoksalno singularnost na začetku Fridmanovega kozmološkega modela obidejo s predpostavko, da se je Vesolje, preden je prešlo v vročo gosto stanje, krčilo in se začelo znova širiti. To zamisel je ameriški fizikalni kemik in fizik Richard Tolman podal kot nihajoče vesolje. Tedaj so Stephen Hawking in drugi pokazali, da takšna zamisel ne bi delovala in je tako singularnost neločljivo povezana s fiziko, ki jo opisuje Einsteinova teorija gravitacije. To je vodilo večino kozmologov, da ima Vesolje, ki ga trenutno opisuje fizika splošne teorije relativnosti, končno starost. Vendar je zaradi neupoštevanja lastnosti kvantne gravitacije nemogoče reči ali je singularnost izhodiščna točka Vesolja ali fizikalni procesi, ki vladajo, povzročajo, da je narava Vesolja večna.
Večina teoretičnih raziskav v kozmologiji prapoka se ukvarja z razširitvijo in izboljšavami osnovne teorije prapoka. Veliko trenutnih raziskav v kozmologiji je usmerjeno na to kako so v tem okviru nastale galaksije, kaj se je zgodilo v samem prapoku in na izgladitev opazovalnih podatkov z osnovno teorijo.
Velik napredek v kozmologiji prapoka je prišel v poznih 1990-ih in na začetku 21. stoletja zaradi izboljšane tehnologije daljnogledov v kombinaciji z velikim številom podatkov iz umetnih satelitov kot so COBE, Hubblov vesoljski daljnogled in WMAP. S temi podatki so lahko kozmologi izračunali veliko parametrov prapoka z večjo točnostjo. Poleg tega so z opazovanjem supernov nepričakovano odkrili, da se verjetno Vesolje vse hitreje širi (glej temna energija).

## Dokazi
Za ugotovitev veljavnosti teorije prapoka in teorije mirujočega stanja se je razvilo vsaj 7 kriterijev nakazanih v preglednici::386–387
| kriterij                            | model prapoka                                                      | stacionarni model                                                                    |
| ----------------------------------- | ------------------------------------------------------------------ | ------------------------------------------------------------------------------------ |
| 1. rdeči premik in širjenje Vesolja | pričakovano v Vesolju, ki nastane v gostem stanju in se potem krči | pričakovano v večnem vesolju, ki se širi in snov nastaja v vrzelih                   |
| 2. količine atomov                  | opazovana razmerja so blizu napovedim                              | ni zadovoljive razlage                                                               |
| 3. tvorba galaksij                  | raztrganje galaksij zaradi širjenja                                | na voljo več časa in ni začetne eksplozije                                           |
| 4. porazdelitev galaksij            | porazdelitev se spreminja z razdaljo                               | ni opazovanih mladih galaksij                                                        |
| 5. prasevanje                       | napoved prapoka                                                    | ni razlage                                                                           |
| 6. starost Vesolja                  | telesa v Vesolju so mlajša od samega Vesolja                       | ni dokazov, da je karkoli starejše od 20 milijard let, Vesolje pa je neskončno staro |
| 7. nastanek Vesolja                 | ni razlage za nastanek Vesolja                                     | ni razlage za nastanek nove snovi                                                    |

Najzgodnejši in najbolj neposredni dokazi veljavnosti teorije so širjenje prostora v skladu s Hubblovim zakonom (kot ga izdajajo rdeči premiki galaksij), odkritje in meritve kozmičnega prasevanja ozadja ter razmerja v pogostosti lahkih elementov, ki so po tej teoriji nastali v procesu nukleosinteze. Med novejšimi posrednimi dokazi so opazovanja nastajanja in razvoja galaksij ter strukturiranosti snovi v Vesolju na večjem velikostnem redu. Včasih jih imenujejo »štirje stebri« standardne kozmologije.
Točni modeli prapoka predpostavljajo vpliv raznih eksotičnih fizikalnih pojavov, ki še niso bili izmerjeni v laboratorijskih poskusih na Zemlji ali vključeni v standardni model fizike osnovnih delcev. Med njimi raziskovalci največ pozornosti posvečajo temni snovi. Računalniške simulacije razvoja Vesolja, ki vključujejo temno snov, poleg tega predvidevajo hitro povečevanje gostote proti središču galaksij in veliko število pritlikavih galaksij, česar opazovanja ne potrjujejo. Veliko zanimanja fizikov je deležna tudi temna energija, za katero pa ni znano, ali jo bo kdaj možno neposredno izmeriti. To so zaenkrat nerešeni problemi sodobne fizike.